# Pakal
Pakal é um kecamatan (subdistrito) da cidade de Surabaia, na Província Java Oriental, Indonésia.

## Keluharan
Pakal possui 5 keluharan:
- Babat Jerawat
- Pakal
- Pakal
- Sumberejo
- Tambakdono